# Guardiano della soglia

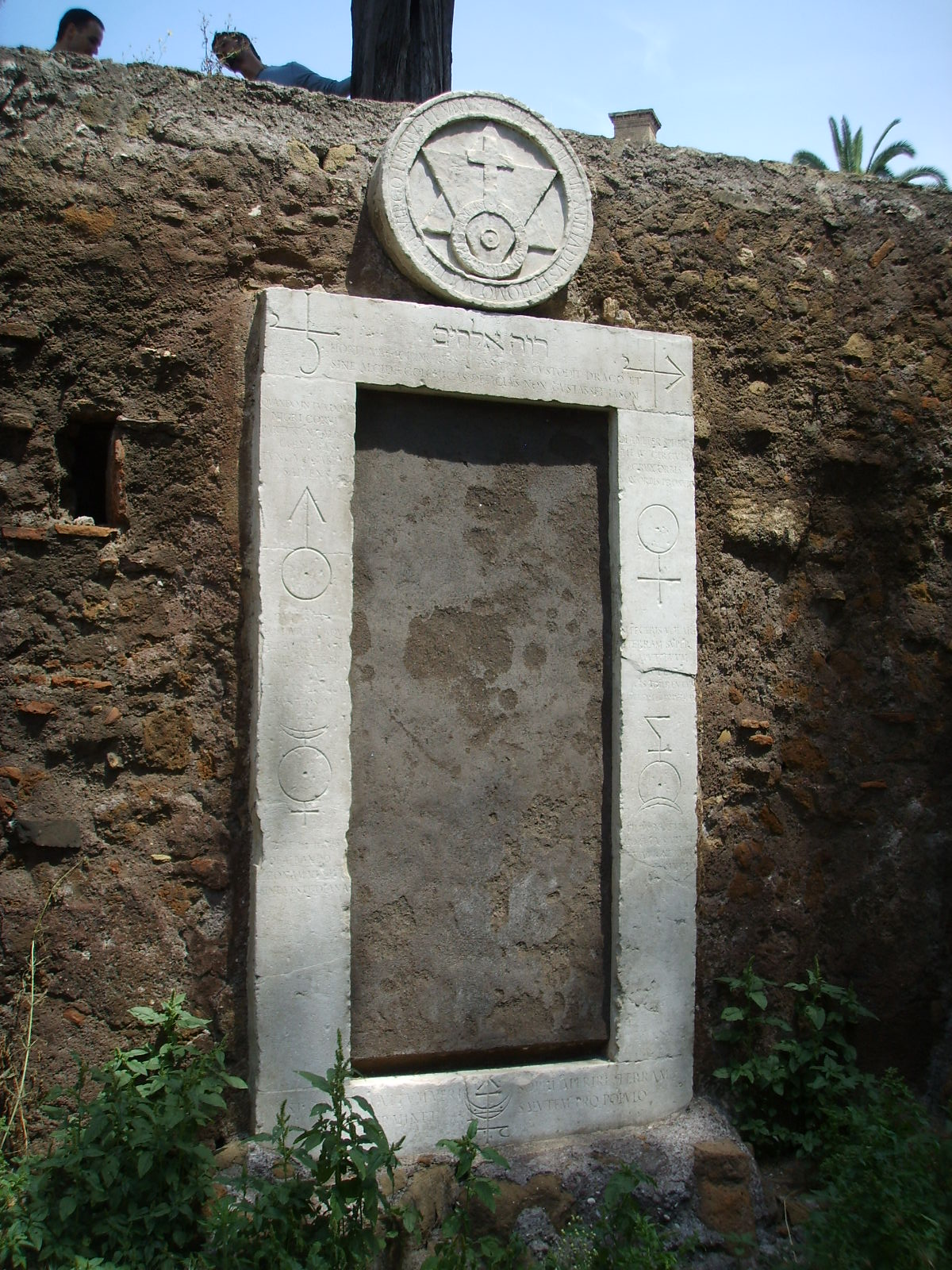
La soglia dell'iniziazione nel monumento alchemico della Porta Magica (Roma), che secondo la tradizione segna il confine tra il mondo dei vivi e quello dei morti

Il guardiano della soglia è una figura comune a diverse tradizioni esoteriche, che lo descrivono come un essere alquanto minaccioso, custode della porta di accesso ai mondi sovrasensibili, che appare al discepolo per spaventarlo e respingerlo indietro nel suo percorso di iniziazione verso la chiaroveggenza.
Il Guardiano della Soglia è anche il titolo del terzo dramma di una tetralogia di «Misteri» teatrali scritti da Rudolf Steiner nel 1912. 

## Significato
Il termine fu reso popolare da un celebre romanzo dello scrittore Edward Bulwer-Lytton, Zanoni, pubblicato nel 1842 e attinente a tematiche occultistiche e rosacrociane.

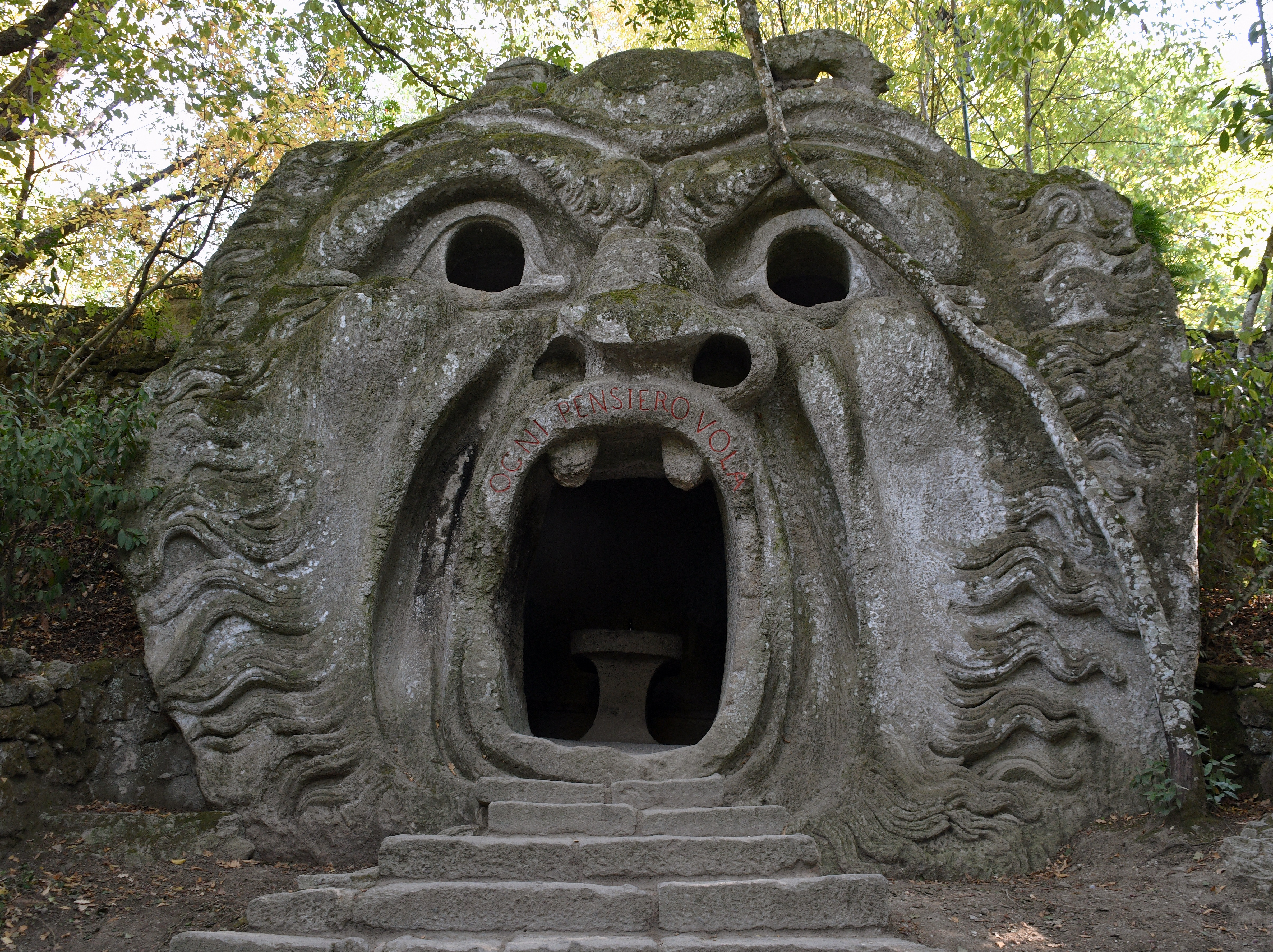
La Bocca dell'Orco, porta mostruosa di accesso all'antro alchemico nel Parco di Bomarzo.

Fu ripreso negli ambienti teosofici della Società fondata nel 1875 da Madame Blavatsky, per designare quell'essere spaventoso che personifica «la combinazione di influssi malvagi derivanti dai cattivi pensieri ed azioni propri dell'età che ognuno si trova a vivere, mostrandosi a ciascuno scolaro in una forma specifica ad ogni apparizione, assumendo sempre lo stesso aspetto oppure cambiando di volta in volta».
(Franz Hartmann, The Dweller of the Threshold, apparso su The Theosophist, vol. XI, 1889)
Max Heindel sosteneva che l'Abitante della Soglia dev'essere affrontato da ogni aspirante alla conoscenza iniziatica, di solito nella fase iniziale del suo ingresso nei mondi invisibili, ed è una delle principali cause di ossessione che attanaglia le persone dedite all'occulto.
La presenza di questo Guardiano ricorre inoltre nel contesto massonico.

## Esoterismo cristiano
(Giovanni 10,7-9)

### Antroposofia
Nell'ambito dell'esoterismo cristiano, la figura del Guardiano della Soglia è stata descritta tra gli altri dal fondatore dell'antroposofia, Rudolf Steiner.
Nella sua Scienza occulta egli ne parla come di un'immagine spettrale che si presenta allo scolaro dell'occultismo dopo che questi, attraverso la disciplina iniziatica, sia riuscito a sviluppare in sé un nuovo organo animico situato nel proprio nucleo essenziale, col quale poter percepire fatti ed entità spirituali, e in grado di acquisire una progressiva indipendenza rispetto al suo "Io" precedente, essendosi liberato dagli automatismi del pensare, del sentire e del volere.
Questo nuovo Sé che si mostra all'allievo quale egli è veramente, cioè il suo doppio, gli risulta associato a un senso di vergogna, ponendosi dinanzi alla soglia spirituale come un «guardiano» per vietarne l'ingresso a coloro che non sono ancora degni di penetrarvi. Si tratta comunque di un incontro salutare perché consente al discepolo di eliminare da sé tutte quelle aspettative ed illusioni egoistiche provenienti dalla propria personalità che gli impedirebbero una visione oggettiva della dimensione spirituale.
Una seconda sorgente di illusione riguarda invece l'aspetto esteriore delle suddette realtà spirituali, per vincere la quale si presenta allo scolaro un secondo, «Grande Guardiano della Soglia», che lo invita a progredire oltre, ma la cui vista, se non preceduta da adeguata preparazione, potrebbe generare un sentimento di «infinito terrore».
Evitando di indietreggiare, però, questo secondo Guardiano gli si mostrerà alla fine con le sembianze del Cristo stesso, le cui forze di libertà potranno sostituirsi a quelle costrittive del karma.
Il primo Guardiano personifica in un certo senso i difetti della parte mortale dell'uomo, da cui trarre insegnamento perché vengano trasformati nel secondo Essere di Luce.

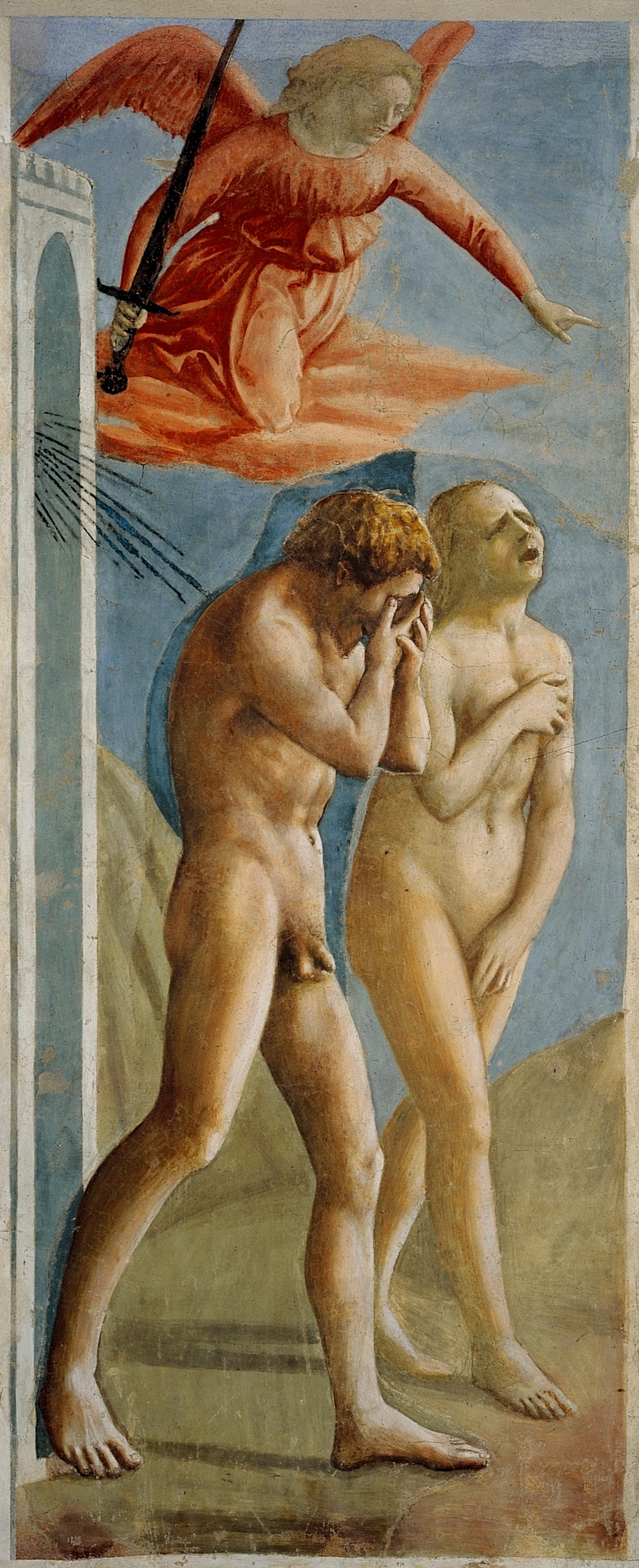
Davanti alla porta delle regioni superiori, sto io, «come il Cherubino con la spada di fuoco davanti al Paradiso», a impedirtene l'entrata (Rudolf Steiner)

Il tema è ripreso da Steiner anche nel saggio Sull'iniziazione, dove descrive l'atteggiamento con cui il Piccolo Guardiano si rivolge al seguace dell'occulto:
Per virtù della loro influenza il tuo carattere si è formato col frutto delle esperienze della tua vita e dei tuoi pensieri; queste potenze furono le cause del tuo destino.
Esse determinarono la misura di gioia e di dolore che ti veniva assegnata in ognuna delle tue incarnazioni, a seconda della tua condotta nelle incarnazioni precedenti, e ti dominavano sotto la forma della legge universale del karma.
Queste potenze abbandoneranno adesso una parte della loro direzione, e parte del lavoro ch'esse hanno fatto su di te, devi ormai compierlo da solo. [...]
Nel tuo carattere hai molti lati belli, molte macchie brutte; così degli uni come delle altre sei tu stesso la causa per via delle tue esperienze e dei tuoi pensieri passati; finora non conoscevi le cause, ti erano manifesti solo i loro effetti.
[...] Ora però devono esserti rivelati tutti gli aspetti buoni e cattivi delle tue vite passate. Essi erano fino ad ora intessuti nella tua stessa entità, erano in te, e tuttavia non li potevi vedere, come fisicamente non puoi vedere il tuo proprio cervello.
Ora però si liberano da te, escono dalla tua personalità; assumono una forma indipendente che tu puoi vedere, così come vedi le pietre e le piante del mondo esteriore. E sono io stesso l'entità che si è formata un corpo con le tue azioni nobili e con quelle cattive.
[...] Ora, poiché sono uscito fuori di te, anche questa saggezza nascosta ti ha abbandonato; essa, d'ora innanzi, non si occuperà più di te, e affiderà il lavoro alle tue proprie mani.»
(Rudolf Steiner, L'Iniziazione [1904], trad. it. di Emmelina de Renzis, Milano, Fratelli Bocca, 1946, pp. 86-87)

#### Il Guardiano della Soglia
Nel dramma intitolato Il Guardiano della Soglia, scritto da Rudolf Steiner ed eseguito per la prima volta nel 1912, terzo di una serie di quattro «Misteri Drammatici», l'aspetto dei due Guardiani è collegato agli influssi di Lucifero da un lato, e Ahrimane dall'altro: quest'ultimo opera sulla realtà esteriore, il primo invece nell'interiorità dell'anima.

### Archeosofia
Anche nella dottrina archeosofica di Tommaso Palamidessi ricorre la figura del Guardiano della Soglia, con cui si identifica non tanto uno spirito, quanto una semplice immagine, o una larva mentale, una forma-pensiero che consiste in una specie di eco, specchio dei pensieri e delle azioni compiute dall'individuo al quale è collegato.
Come l'eco di una voce non è la voce stessa, ma nondimeno una sua vibrazione riflessa, così il guardiano della soglia è l'ego del nostro Ego. Ad esempio un sentimento di odio non finisce con l'atto di odiare, ma rimane registrato nell'essere elementale generato da quella particolare concentrazione di volontà e di pensiero, cioè da un processo di meditazione e quindi di creazione: in ultima analisi si viene perseguitati dall'oggetto dei propri pensieri.
Ogni Ego possiede infatti la facoltà di creare, a sua immagine e somiglianza, un altro sé stesso, una copia non effimera ma duratura, perché destinata secondo Palamidessi a formare il futuro corpo della resurrezione. Essa va distinta dai due angeli, l'uno buono e l'altro malvagio, che vengono assegnati alla nascita ad ogni individuo, il quale semmai la plasma in base a quale delle due ispirazioni, buone o malvagie, avrà dato retta.
La capacità creativa dell'Ego è una conseguenza del suo spirito di conservazione, della sua sete di vivere, radicata nella paura della morte. Gli istinti egoici, oggettivati in un mostro minaccioso, cercano di vincolare l'Io alle forze della sua natura inferiore, ma la continua tensione della scelta tra il bene e il male rivelano anche la duplice natura di un tale Guardiano, che come un Giano bifronte racchiude un aspetto benevolo, incitando all'ascesa verso i mondi superiori.

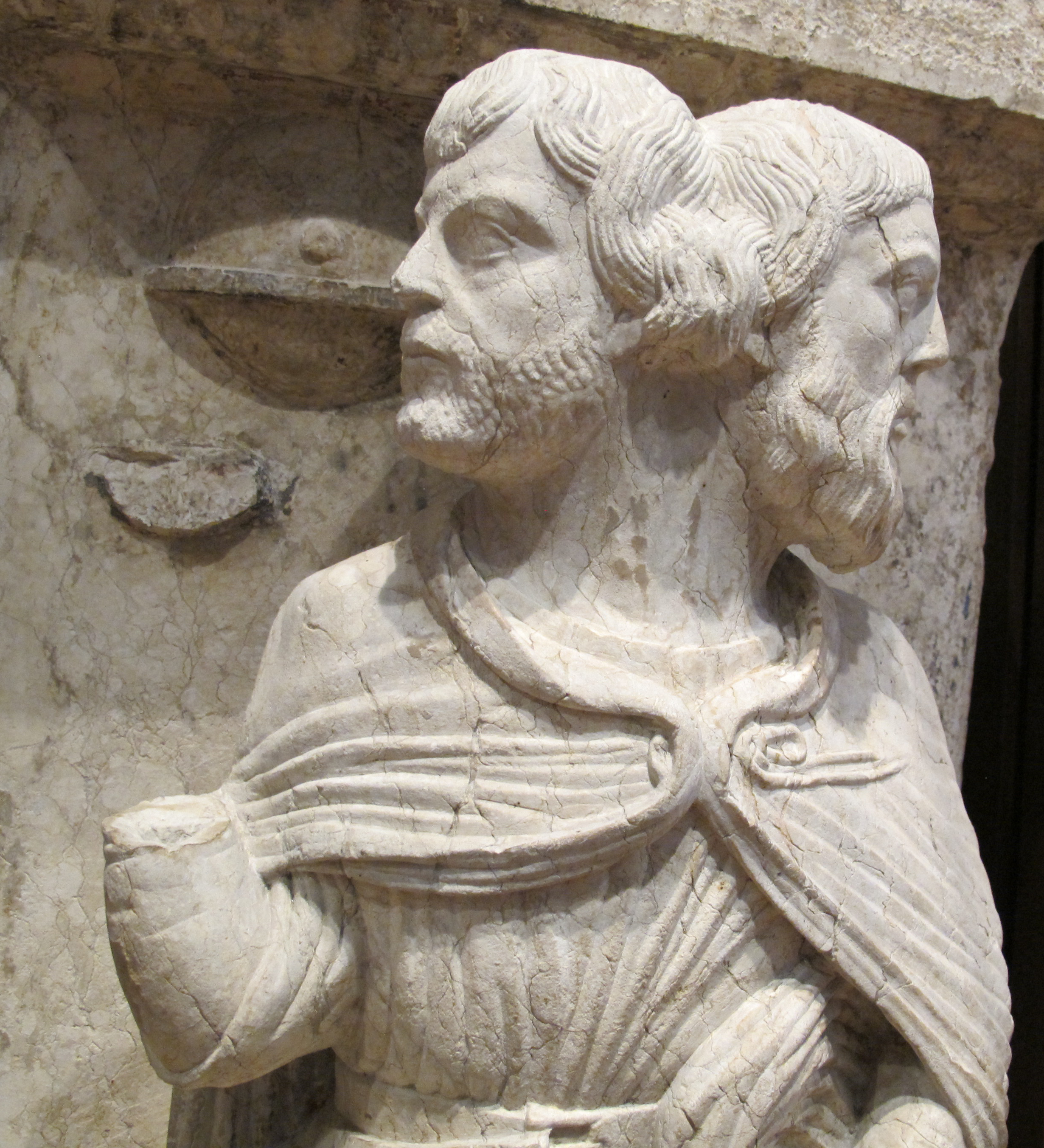
Giano, divinità della soglia e del confine tra sacro e profano

L'esperienza del Buon Guardiano della Soglia è quella descritta ad esempio nei Vangeli in occasione della Trasfigurazione di Gesù sul monte Tabor. Anche il Cristo infatti, secondo Palamidessi, aveva un Guardiano, dalle sembianze perfettamente rispondenti all'Angelo dell'Equità, con cui volle intessere il Guardiano Cosmico terrestre, cioè l'inconscio collettivo dell'umanità.

## Altre tradizioni iniziatiche
Nell'ambito della massoneria il Guardiano della Soglia è conosciuto analogamente sotto un duplice aspetto, collegato al ruolo dei due copritori del Tempio in cui hanno sede i rituali: uno, il «tegolatore», preposto a proteggere il confine esterno dal pubblico profano; l'altro a custodire il carattere sacro e riservato di quanto si svolge al suo interno.
Entrambi i ruoli possiedono anche un significato alchemico che rimanda ad esempio al coperchio dell'athanor.
Un'altra forma di iniziazione in cui si menziona il Guardiano della Soglia è quella descritta nei libri di Carlos Castaneda, il quale ha raccontato di essersi imbattuto in questa figura orribile e spaventosa durante uno stato di percezione straordinaria indotto dall'inalazione di una miscela di funghi allucinogeni della specie psilocybe mexicana.
Assistito dal suo maestro Don Juan, Castaneda fu messo al corrente di come il «guardiano della soglia» sia il custode di un mondo parallelo al nostro, che occorre cercare di sconfiggere per poter diventare un «uomo di sapere», cioè capace di vedere e non semplicemente guardare.
Fumata dunque la mistura, il guardiano gli si presentò come un essere mostruoso, con le fattezze di una zanzara ma dalle dimensioni gigantesche, mostrandogli un colore disgustoso sul dorso per avvertirlo di stare lontano, quindi lo assalì facendogli perdere i sensi.
Don Juan spiegò in seguito a Castaneda la pericolosità di un tale incontro, avendo egli rischiato di essere rapito per sempre dal guardiano nel suo mondo, senza più possibilità di tornare indietro.

## Cultura di massa
Il Guardiano della Soglia è un personaggio del film Il Monaco che vinse l'Apocalisse (2024) interpretato dall'attore Yoon C. Joyce e diretto da Jordan River.